# エレオノーラ・ウォシエヴィチ
エレオノーラ・ウォシエヴィチ（Eleonora Łosiewicz、1910年1月24日 -  2021年4月13日）は、ポーランドのスーパーセンテナリアン。存命中のポーランドで2番目に高齢だった人物。
存命時は大ポーランド、ヴィエルコポルスカ県史上初のスーパーセンテナリアンだった。
また、ポズナンの最年長の居住者でもあった。死去時にはテクラ・ユニェヴィチが存命中だったため、ポーランド最高齢者になることはなかった。
2021年4月13日に死去。111歳79日没。
埋葬は2021年4月24日に行われた 。